# Молодіжний союз

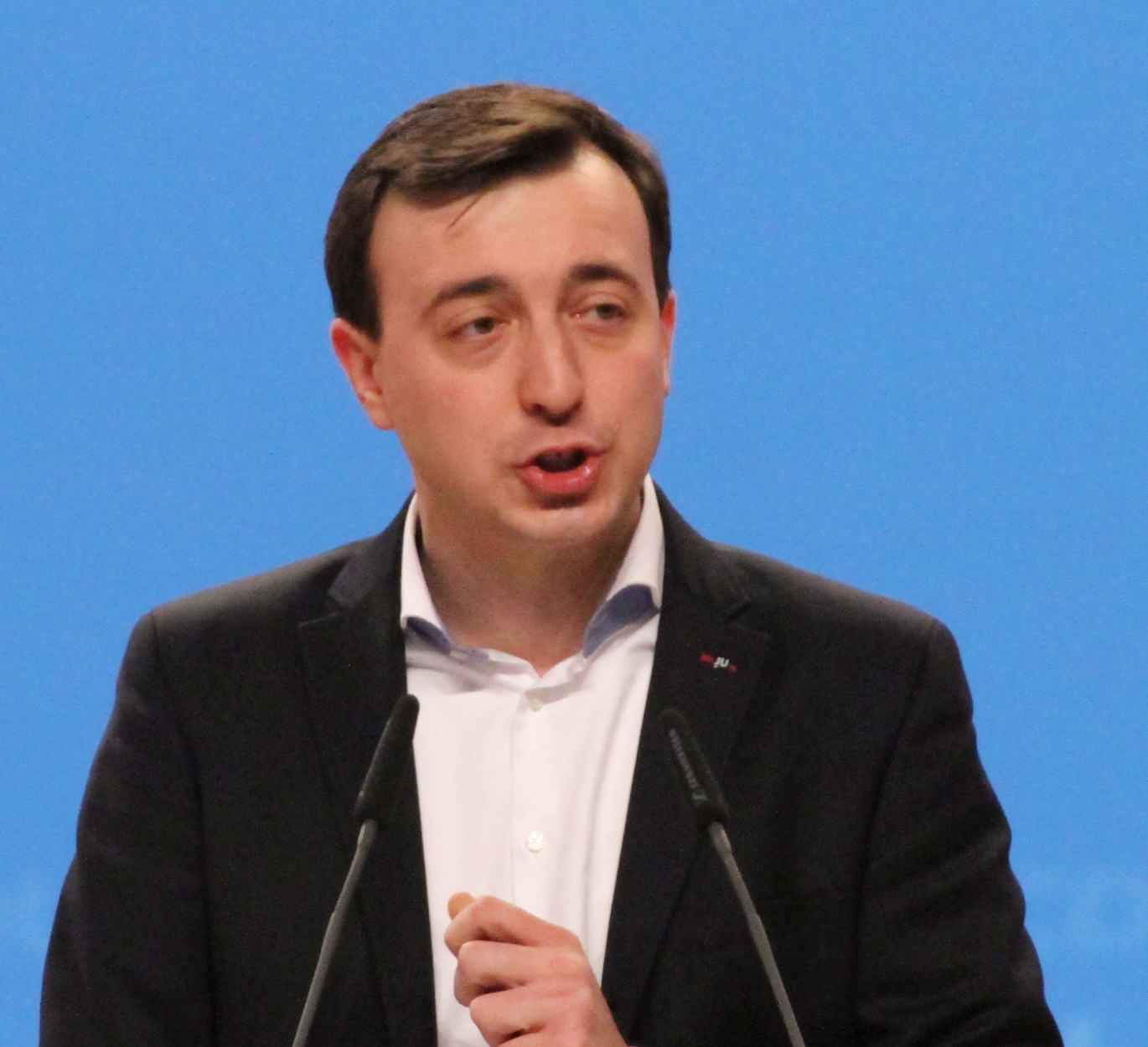
Голова Філіп Міссфелдер

Молодіжний союз (нім. Junge Union, JU) — молодіжна організація при блоці ХДС/ХСС, найбільша молодіжна політична організація при партії у Федеративній Республіці Німеччині та Європі.

## Політична позиція
У своєму маніфесті союз визначає себе як ліберальну, прогресивну, але консервативну організацію. JU виступає за демократію і соціальну ринкову економіку і підтримує європейську інтеграцію та партнерство з США в рамках НАТО. Одним із центральних завдань є подальше реформування державної системи соціального забезпечення. «Молодіжний союз» підтримує рівність між поколіннями, виступає за реформи пенсійного забезпечення та системи охорони здоров'я, боротьбу з безробіттям. У галузі зовнішньої політики союз підтримує німецько-американський альянс безпеки. «Молодіжний союз» хоче створити більше робочих місць і навчальних місць для молоді.

## Організаційна структура
Молодіжний союз складається з земельних асоціацій (Landesverband), земельні асоціації з районних асоціацій (Kreisverband), районні асоціації з кантональних асоціацій (Ortsverband). Вищий орган — Німецький з'їзд (Deutschlandtag), представники організацій можуть збиратися у Німецьку раду (Deutschlandrat), виконавчий орган — федеральне правління (Bundesvorstand), вища посадова особа — федеральний голова (Bundesvorsitzender), вищі органи місцевих організацій — земельні конференції (Landeskonferenz) і районні конференції (Kreiskonferenz), представники низових організацій можуть збиратися на земельні управи (Landesausschuss) і районні управи (Kreisausschuss), виконавчі органи місцевих організацій — земельні правління (Landesvorstand) і районні правління (Kreisvorstand), вищі посадові особи місцевих організацій — земельні голови (Landesvorsitzender) і районні голови (Kreisvorsitzender), вищі органи первинних організацій — членські збори (Mitgliederversammlung), виконавчі органи первинних організацій — кантональні правління (Ortsvorstand), вищі посадові особи первинних організацій — кантональні голови (Ortsvorsitzender). Контрольні органи — Федеральний арбітражний суд (Bundesschieldsgericht) і земельні арбітражні суди (landesschieldsgericht).

## Міжнародні зв'язки
JU є членом Молоді Європейської народної партії (YEPP), парасолькової організації християнсько-демократичних та консервативних молодіжних організацій Європи, а також Міжнародного союзу молодих демократів (IYDU). Вона тісно співпрацює з усіма європейськими партнерськими організаціями, але традиційно має тісні зв'язки з сусідньою Junge Österreichische Volkspartei (JVP), молодіжною організацією Австрійської народної партії.
Всі міжнародні справи координує Міжнародна комісія, яку очолює Максиміліан Мьорзебург MdB як міжнародний секретар та його заступники Мануель Кнолл MdL і Моріц Убермут.